# Renfe série 274
La série 274 est une série d'anciennes locomotives électriques de la Renfe, les chemins de fer espagnols.

## Origine de la série
Bien que les premiers projets d'électrification de la ligne Madrid - Ávila - Segovia remontent à 1932 et le début des travaux à 1935, il faut attendre la fin de la seconde guerre mondiale pour que cela devienne réalité. En quinze ans, les techniques ont évolué, et les résultats assez désastreux du prototype 7301 du Norte poussent la toute jeune Renfe à s'orienter vers de nouvelles pistes. C'est l'origine de la série 7400.

## Conception
Renonçant aux dispositions d'essieux héritées de la vapeur, la Renfe opte pour la technologie suisse : c'est Sècheron qui fournit les parties électriques des nouvelles machines, même si celles-ci sont fabriquées en Espagne. Conséquence des difficultés de l'après-guerre, les 7400 sont livrées en plusieurs lots :
- 7401 à 7406 : Devis n° 31 à 36/1944
- 7407 à 7412 : Devis n° 44 à 49/1945
- 7413 à 7419 : Devis n° 54 à 70/1946
- 7420 à 7424 : Devis n° 79 à 84/1947

## Service

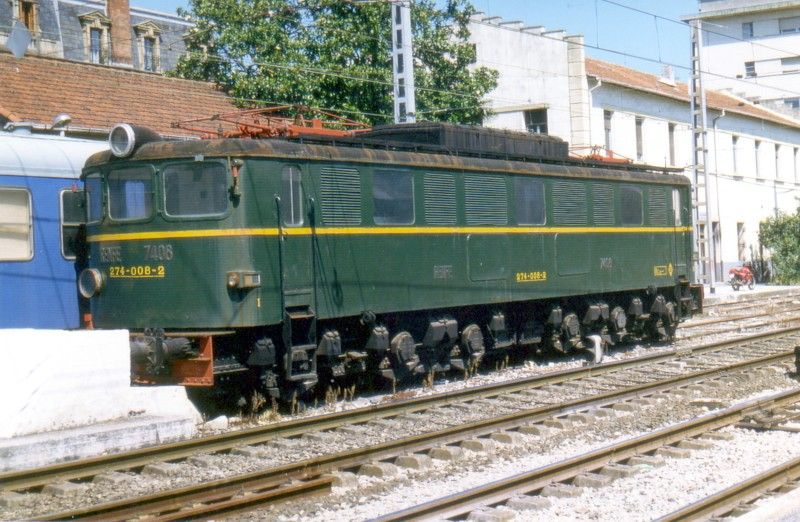
La 274-008-2 à San Sebastian (28 juillet 1988).

Toute la série fait une carrière monotone en tête des trains de marchandises entre Madrid, Avila et Segovie. Après transformation de cette ligne en 3000 volts en 1972, la série est mutée à la sixième zone, dernier refuge du 1500 volts, et remorque des trains entre Miranda del Ebro, Bilbao, et Irun. Elles sont réformées en 1976. La 7408 est préservée au titre du musée national des chemins de fer.